# 대안동쇠부리터
대안동쇠부리터는 울산광역시 북구 대안동에 있는 제철유적이다. 2006년 1월 26일 울산광역시의 기념물 제44호로 지정되었다.

## 현지 안내문
쇠부리(쇠불이)터는 철을 생산하던 곳이다. 이 곳 대안동 쇠부리터는 ‘깊은골’로 불리는 동대산의 작은 개울을 앞을 둔 산중턱에 위치하고 있다. 이 유적은 노(爐 : 높이 1m, 지름2m)의 일부가 잘 남아 있고, 그 양쪽으로 약 3m 길이의 축대가 남아 있는 등 보존상태가 양호하다.
대안동 쇠부리터도 조선시대 영남지역의 최대 철산지였던 인근 달천철장의 토철을 이용하여 쇠를 생산하였던 곳으로 짐작된다.
쇠부리터의 주변에는 숯을 구웠던 흔적과 쇠부리작업 당시 생긴 쇠똥(슬래그) 등이 남아 있어 제련 작업이 이루어졌음을 증명하여 주고 있다. 이곳은 특히 철생산의 중심시설 이었던 노(爐)가 잘 남아 있기 때문에 이 분야의 연구에 귀중한 자료가 된다.

## 같이 보기
- 달천철장 - 울산광역시의 기념물 제40호

## 참고 자료
- 대안동쇠부리터 - 국가유산청 국가유산포털